# Echion (artysta)
Echion (czynny ok. 352 p.n.e.) – starogrecki malarz i rzeźbiarz wzmiankowany i wysoko ceniony przez Cycerona i Pliniusza Starszego. Bywa utożsamiany z wymienionym przez Lukiana artystą Aetionem.